# Lista delle costituzioni
Quella che segue è una lista delle Costituzioni attualmente in vigore nel rispettivo Stato:

## Elenco

### Stati riconosciuti
| Costituzione                                        | Data              |
| --------------------------------------------------- | ----------------- |
| Costituzione dell'Afghanistan (de jure)             | 4 gennaio 2004    |
| Costituzione dell'Albania                           | 28 novembre 1998  |
| Costituzione dell'Algeria                           | 8 settembre 1963  |
| Costituzione di Andorra                             | 2 febbraio 1993   |
| Costituzione dell'Angola                            | 21 gennaio 2010   |
| Costituzione dell'Argentina                         | 1 maggio 1853     |
| Costituzione dell'Armenia                           | 5 luglio 1995     |
| Costituzione dell'Australia                         | 1 gennaio 1901    |
| Costituzione dell'Austria                           | 1 ottobre 1920    |
| Costituzione dell'Azerbaigian                       | 12 novembre 1995  |
| Costituzione del Bangladesh                         | 16 dicembre 1972  |
| Costituzione del Bahrain                            | 14 febbraio 2002  |
| Costituzione delle Barbados                         | 30 novembre 1966  |
| Costituzione della Bielorussia                      | 15 marzo 1994     |
| Costituzione del Belize                             | 21 settembre 1981 |
| Costituzione del Benin                              | 2 dicembre 1990   |
| Costituzione del Belgio                             | 7 febbraio 1831   |
| Costituzione della Bolivia                          | 7 febbraio 2009   |
| Costituzione della Bosnia ed Erzegovina             | 14 dicembre 1995  |
| Costituzione del Botswana                           | 30 settembre 1966 |
| Costituzione del Bhutan                             | 18 luglio 2008    |
| Costituzione del Brasile                            | 5 ottobre 1988    |
| Costituzione della Bulgaria                         | 12 luglio 1991    |
| Costituzione della Birmania                         | 29 maggio 2008    |
| Costituzione del Burundi                            | 9 marzo 1992      |
| Costituzione del Camerun                            | 18 gennaio 1996   |
| Costituzione del Canada                             | 1 luglio 1867     |
| Costituzione del Ciad                               | 31 marzo 1996     |
| Costituzione del Cile                               | 11 marzo 1980     |
| Costituzione della Cina                             | 4 dicembre 1982   |
| Costituzione della Colombia                         | 4 luglio 1991     |
| Costituzione della Repubblica Democratica del Congo | 18 febbraio 2006  |
| Costituzione della Costa Rica                       | 7 novembre 1949   |
| Costituzione della Croazia                          | 22 dicembre 1990  |
| Costituzione di Cuba                                | 24 febbraio 1976  |
| Costituzione di Cipro                               | 16 agosto 1960    |
| Costituzione della Repubblica Ceca                  | 16 dicembre 1992  |
| Costituzione della Danimarca                        | 5 giugno 1953     |
| Costituzione della Repubblica Dominicana            | 26 gennaio 2010   |
| Costituzione del Gibuti                             | 1992              |
| Costituzione di Timor Est                           | 20 maggio 2002    |
| Costituzione dell'Ecuador                           | 20 ottobre 2008   |
| Costituzione di El Salvador                         | 20 dicembre 1983  |
| Costituzione dell'Egitto                            | 18 gennaio 2014   |
| Costituzione della Guinea Equatoriale               | 17 novembre 1991  |
| Costituzione dell'Eritrea                           | 23 maggio 1997    |
| Costituzione dell'Estonia                           | 28 giugno 1992    |
| Costituzione dell'Etiopia                           | 21 agosto 1995    |
| Costituzione delle Fiji                             | settembre 2013    |
| Costituzione della Finlandia                        | 1 marzo 2000      |
| Costituzione della Francia                          | 4 ottobre 1958    |
| Costituzione del Gambia                             | 16 gennaio 1997   |
| Costituzione della Georgia                          | 24 agosto 1995    |
| Costituzione della Germania                         | 8 maggio 1949     |
| Costituzione del Ghana                              | 28 aprile 1992    |
| Costituzione della Grecia                           | 11 giugno 1975    |
| Costituzione del Guatemala                          | 14 gennaio 1986   |
| Costituzione della Guyana                           | 6 ottobre 1980    |
| Costituzione di Haiti                               | 20 giugno 2012    |
| Costituzione dell'Ungheria                          | 18 aprile 2011    |
| Costituzione dell'Honduras                          | 20 gennaio 1982   |
| Costituzione dell'Islanda                           | 17 giugno 1944    |
| Costituzione dell'India                             | 26 gennaio 1950   |
| Costituzione dell'Indonesia                         | 18 agosto 1945    |
| Costituzione dell'Iran                              | 3 dicembre 1979   |
| Costituzione dell'Iraq                              | 15 ottobre 2005   |
| Costituzione dell'Irlanda                           | 29 dicembre 1937  |
| Costituzione della Repubblica Italiana              | 1 gennaio 1948    |
| Costituzione della Costa d'Avorio                   | 8 novembre 2016   |
| Costituzione della Giamaica                         | 1962              |
| Costituzione del Giappone                           | 3 maggio 1947     |
| Costituzione della Giordania                        | 11 gennaio 1952   |
| Costituzione del Kazakistan                         | 30 agosto 1995    |
| Costituzione del Kenya                              | 27 agosto 2010    |
| Costituzione del Kirghizistan                       | 27 giugno 2010    |
| Costituzione della Corea del Sud                    | 17 luglio 1948    |
| Costituzione della Corea del Nord                   | 25 dicembre 1972  |
| Costituzione del Kuwait                             | 11 novembre 1962  |
| Costituzione del Laos                               | 14 agosto 1991    |
| Costituzione della Lettonia                         | 7 novembre 1922   |
| Costituzione del Libano                             | 23 maggio 1926    |
| Costituzione del Lussemburgo                        | 17 ottobre 1868   |
| Costituzione della Liberia                          | 6 gennaio 1986    |
| Costituzione della Libia                            | 3 agosto 2011     |
| Costituzione della Lituania                         | 25 ottobre 1992   |
| Costituzione del Liechtenstein                      | 5 ottobre 1921    |
| Costituzione della Macedonia                        | 17 novembre 1991  |
| Costituzione del Madagascar                         | 14 novembre 2010  |
| Costituzione federale della Malaysia                | 27 agosto 1957    |
| Costituzione delle Maldive                          | 7 agosto 2008     |
| Costituzione del Mali                               | 12 gennaio 1992   |
| Costituzione di Malta                               | 21 settembre 1964 |
| Costituzione della Mauritania                       | 12 luglio 1991    |
| Costituzione delle Mauritius                        | 12 marzo 1968     |
| Costituzione del Messico                            | 5 febbraio 1917   |
| Costituzione della Micronesia                       | 1 ottobre 1978    |
| Costituzione della Moldavia                         | 29 luglio 1994    |
| Costituzione di Monaco                              | 17 dicembre 1962  |
| Costituzione della Mongolia                         | 13 gennaio 1992   |
| Costituzione del Montenegro                         | 19 ottobre 2007   |
| Costituzione del Marocco                            | 14 dicembre 1962  |
| Costituzione della Namibia                          | 9 febbraio 1990   |
| Costituzione di Nauru                               | 31 gennaio 1968   |
| Costituzione dei Paesi Bassi                        | 29 marzo 1815     |
| Costituzione del Nepal                              | 20 settembre 2015 |
| Costituzione del Nicaragua                          | 1 gennaio 1987    |
| Costituzione del Niger                              | 25 novembre 2010  |
| Costituzione della Nigeria                          | 29 maggio 1999    |
| Costituzione della Norvegia                         | 17 maggio 1814    |
| Costituzione dell'Oman                              | 6 novembre 1996   |
| Costituzione del Pakistan                           | 14 agosto 1973    |
| Costituzione del Paraguay                           | 20 giugno 1992    |
| Costituzione della Palestina                        | 28 maggio 1964    |
| Costituzione della Papua Nuova Guinea               | 16 settembre 1975 |
| Costituzione del Perù                               | 31 dicembre 1993  |
| Costituzione delle Filippine                        | 2 febbraio 1987   |
| Costituzione della Polonia                          | 2 aprile 1997     |
| Costituzione del Portogallo                         | 25 aprile 1976    |
| Costituzione della Romania                          | 21 novembre 1991  |
| Costituzione della Russia                           | 12 dicembre 1993  |
| Costituzione del Ruanda                             | 26 maggio 2003    |
| Costituzione di San Marino                          | 8 luglio 1974     |
| Costituzione di Samoa                               | 1960              |
| Costituzione di Saint Kitts and Nevis               | 23 giugno 1983    |
| Costituzione del Senegal                            | 1 gennaio 2001    |
| Costituzione della Serbia                           | 8 novembre 2006   |
| Costituzione di Singapore                           | 9 agosto 1965     |
| Costituzione della Slovacchia                       | 1 ottobre 1992    |
| Costituzione della Slovenia                         | 23 dicembre 1991  |
| Costituzione della Somalia                          | 1 agosto 2012     |
| Costituzione del Sudafrica                          | 4 febbraio 1997   |
| Costituzione del Sudan del Sud                      | 9 luglio 2011     |
| Costituzione della Spagna                           | 6 dicembre 1978   |
| Costituzione dello Sri Lanka                        | 7 settembre 1978  |
| Costituzione del Sudan                              | 9 luglio 2005     |
| Costituzione del Suriname                           | 30 settembre 1987 |
| Costituzione della Svezia                           | 1974              |
| Costituzione della Svizzera                         | 18 aprile 1999    |
| Costituzione della Siria                            | 27 febbraio 2012  |
| Costituzione del Tagikistan                         | 6 novembre 1994   |
| Costituzione della Tanzania                         | 25 aprile 1977    |
| Costituzione della Thailandia                       | 6 aprile 2017     |
| Costituzione di Tonga                               | 4 novembre 1875   |
| Costituzione della Tunisia                          | 16 agosto 2022    |
| Costituzione della Turchia                          | 7 novembre 1982   |
| Costituzione del Turkmenistan                       | 18 maggio 1992    |
| Costituzione dell'Uganda                            | 8 ottobre 1995    |
| Costituzione dell'Ucraina                           | 28 giugno 1996    |
| Costituzione degli Emirati Arabi Uniti              | 2 dicembre 1971   |
| Costituzione degli Stati Uniti d'America            | 21 giugno 1778    |
| Costituzione dell'Uruguay                           | 15 febbraio 1967  |
| Costituzione dell'Uzbekistan                        | 8 dicembre 1992   |
| Costituzione di Vanuatu                             | 30 luglio 1980    |
| Costituzione del Vaticano                           | 26 novembre 2000  |
| Costituzione del Venezuela                          | 20 dicembre 1999  |
| Costituzione del Vietnam                            | 28 novembre 2013  |
| Costituzione dello Yemen                            | 16 maggio 1991    |
| Costituzione dello Zimbabwe                         | 9 maggio 2013     |

### Stati parzialmente riconosciuti
| Costituzione                                          | Data             |
| ----------------------------------------------------- | ---------------- |
| Costituzione dell'Abcasia                             | 3 ottobre 1999   |
| Costituzione della Repubblica di Cina                 | 25 dicembre 1947 |
| Costituzione del Kosovo                               | 15 giugno 2008   |
| Costituzione del Nagorno-Karabakh                     | 10 dicembre 2006 |
| Costituzione di Cipro del Nord                        | 5 maggio 1985    |
| Costituzione della Repubblica Democratica dei Sahrawi | Agosto 1976      |
| Costituzione del Somaliland                           | 31 maggio 2001   |
| Costituzione dell'Ossezia del Sud                     | 8 aprile 2001    |
| Costituzione della Transnistria                       | 17 gennaio 1996  |

## Stati non più esistenti
| Nazione | Anno introduzione      | Anno abrogazione | Note                                                                                               |
| --- | ---------------------- | ---------------- | -------------------------------------------------------------------------------------------------- |
| Costituzione del Regno delle Hawai'i                                                                         | 1852                   |                  | |
| Costituzioni catalane                                                                                        |                        |                  | |
| Costituzione degli Stati Confederati                                                                         |                        |                  | Abrogata al termine della Guerra civile americana.                                                 |
| Costituzione della Cecoslovacchia                                                                            |                        |                  | Abrogata per la nascita della Repubblica Ceca e Repubblica Slovacca.                               |
| Costituzione dello Stato Libero d'Irlanda                                                                    |                        |                  | |
| Costituzione del Regno di Polonia                                                                            |                        |                  | |
| Costituzione del Regno di Sardegna e del Regno d'Italia, Statuto Albertino                                   | 1848                   | 1948             | Sostituita dalla Costituzione della Repubblica Italiana del 1948                                   |
| Costituzione della Prussia                                                                                   | 1848                   | 1850             | Sostituita dalla Costituzione della Prussia del 1850                                               |
| Costituzione della Prussia                                                                                   | 1850                   | 1920             | Sostituita dalla Costituzione della Prussia del 1920                                               |
| Costituzione della Prussia                                                                                   | 1920                   |                  | |
| Costituzione dell'Impero Russo                                                                               | 1906                   |                  | |
| Costituzione della Repubblica del Texas                                                                      |                        |                  | |
| Costituzione sovietica del 1918                                                                              | 1918                   | 1924             | |
| Costituzione sovietica del 1924                                                                              | 1924                   | 1936             | |
| Costituzione sovietica del 1936                                                                              | 1936                   | 1977             | |
| Costituzione sovietica del 1977                                                                              | 1977                   | 1993             | Sostituita dalla Costituzione della Federazione Russa dopo la crisi costituzionale russa del 1993. |
| Costituzione della Repubblica del Vermont                                                                    |                        |                  | |
| Costituzione della Jugoslavia                                                                                | 1946, 1953, 1963, 1974 |                  | |
| Costituzione della Serbia e Montenegro                                                                       |                        |                  | |
| Costituzione della Germania Est                                                                              |                        |                  | |
| Costituzione dell'Impero Ottomano                                                                            | 1876                   |                  | |
| Costituzione della Repubblica di Weimar                                                                      |                        |                  | |
| Costituzione polacca di maggio                                                                               | 3 maggio 1791          |                  | |
| Costituzione francese del 1791                                                                               | 1791                   | 1793             | Sostituita dalla Costituzione francese del 1793                                                    |
| Costituzione francese del 1793                                                                               | 1793                   | 1795             | Sostituita dalla Costituzione francese del 1795                                                    |
| Costituzione francese del 1795                                                                               | 1795                   | 1799             | Sostituita dalla Costituzione francese del 1799                                                    |
| Costituzione spagnola del 1812                                                                               | 1812                   |                  | |
| Costituzione siciliana del 1812                                                                              | 1812                   |                  | |
| Costituzione siciliana del 1848                                                                              | 1848                   |                  | |
| Costituzione svizzera del 1848                                                                               | 1848                   |                  | |
| Costituzione Federale degli Stati Uniti Messicani del 1857                                                   | 1857                   |                  | |
| Statuto fondamentale pel Governo temporale degli Stati di Santa Chiesa (Costituzione dello Stato Pontificio) | 1848                   | 1850             | Abrogata dallo stesso pontefice.                                                                   |